# Aleksandra Bubera
Aleksandra Bubera је lekar specijalista psihijatrije i psihoterapeut, sertifikovani transakcioni analitičar (CTA), redovni edukator i supervizor transakcione analize (TSTA).

## Biografija
Medicinski fakultet je završila na Univerzitetu u Novom Sadu 1997. Završila je edukaciju iz grupno analitičke terapije za rad u srednjoj grupi pri Institutu za mentalno zdravlje u Beogradu 2003. godine. Specijalizaciju iz psihijatrije je završila na Medicinskom fakultetu Univerziteta u Beogradu 2005. godine.
Aleksandra je postala sertifikovani transakcioni analitičar – psihoterapeut (CTA) polaganjem međunardonog ispita  (Evropsko udruženje za Transakcionu Analizu (EATA)) u Nemačkoj, 2007. godine. Nosilac je nacionalnog (Jugoslovenskog) sertifikata za psihoterapiju. Postala je edukator i supervizor transakcione analize (PTSTA) polaganjem ispita u Peruu,
Redovni edukator i supervizor transakcione analize (TSTA) postala je polaganjem ispita u Nemačkoj (Evropsko udruženje za Transakcionu analizu (EATA)) 2017. godine, što je najviše zvanje u Transakcionoj analizi.
Od 2000. godine se bavi grupnim i individualnim psihoterapijskim radom. Poseduje višegodišnje iskustvo u vođenju integrativnih kliničkih, kao i iskustveno – didaktičkih grupa. Osim toga, Bavi se edukacijom i supervizijom iz Transakcione analize svih nivoa u Srbiji i okruženju. Ima bogato kliničko iskustvo u hospitalnom i ambulantnom individualnom i grupnom radu sa pacijentima sa raznim kategorijama mentalnih poremećaja, kao i sa osobama sa životnim problemima.
Više godina je radila i na veštačenju radne sposobnosti, i u urgentnim i službama kućnog lečenja. Kontinuirano se edukuje iz psihijatrije i psihoterapije kroz programe kontinuirane medicinske edukacije i psihoterapijske edukacije i kongrese. Redovno učestvuje na nacionalnim i internacionalnim seminarima i kongresima iz oblasti transakcione analize, psihoterapije u okviru kojih prikazuje stručne radove. U sklopu profesionalnog razvoja prošla je mnoge edukacije i radionice: školu za mlade psihijatre, “Hearing voices” pristup, psihodrama, telesna psihodrama, grupno analitičke psihoterapija, Geštalt, porodične konstelacije, integrativna psihoterapija itd.
Radni vek je započela u Zdravstvenom centru „Dr Radivoj Simonović“ u Somboru u službi kućnog lečenja i na prijemno – trijažnom odeljenju bolnice za hitne slučajeve, a zatim i kao specijalizant i specijalista psihijatrije. Tu je radila od 1997. do 2008. godine. Nakon toga je tri godine radila u Zdravstevnom centru „Južni Banat“ u Pančevu, u filijali PIO fonda u Pančevu i Vršcu i direkciji RFPIO u Beogradu, a zatim i u Centru za mentalno zdravlje – Doma zdravlja u Doboju. U okviru TA centra – Asocijacije Transakcionih analitičara Srbije i „Psihopolis instituta“ iz Novog Sada radila je i sarađivala od 2008. godine.
Za svoj rad u okviru Srpskog lekarskog društva – društva lekara Vojvodine dobila je dve zahvalnice 2007. i 2014. godine.
Kao predsedniica organizacionog odbora i članica Predsedništva Saveza društava psihoterapeuta Srbije, organizovala je Prvi kongres psihoterapeuta Srbije 2011. godine, koji se od tada redovno održava svake godine, kao i više masovnih međunarodnih radionica iz oblasti Transakcione analize (Karpman, Steel, Steiner, Whyte, Erskine)
Vodila je različite treninge u oblasti ljudskih resursa, specifično urađenih prema potrebama klijenata kao i u NVO sektoru. Stručni je redaktor prevoda knjiga iz oblasti psihoterapije.
Prisutna je u štampanim i drugim medijima, radi edukacije o problemima mentalnog zdravlja, destigmatizacije, načina lečenja i drugim edukativnim temama.